# Peliococcopsis parvicerarius
Peliococcopsis parvicerarius är en insektsart som först beskrevs av Goux 1937.  Peliococcopsis parvicerarius ingår i släktet Peliococcopsis och familjen ullsköldlöss. Inga underarter finns listade i Catalogue of Life.